# Brasilianska höglandet
Brasilianska höglandet (portugisiska: Planalto Brasileiro eller Planalto Central do Brasil) är ett landområde i Sydamerikas östra del, bestående av urberg och äldre stelnade bergarter i Brasilianska skölden.
Sedan paleozoikums början har området varken varit täckt av havet eller utsatt för bergskedjeveckning. 
Omgivningarna på Brasilianska skölden består huvudsakligen savann och lövfällande skog.

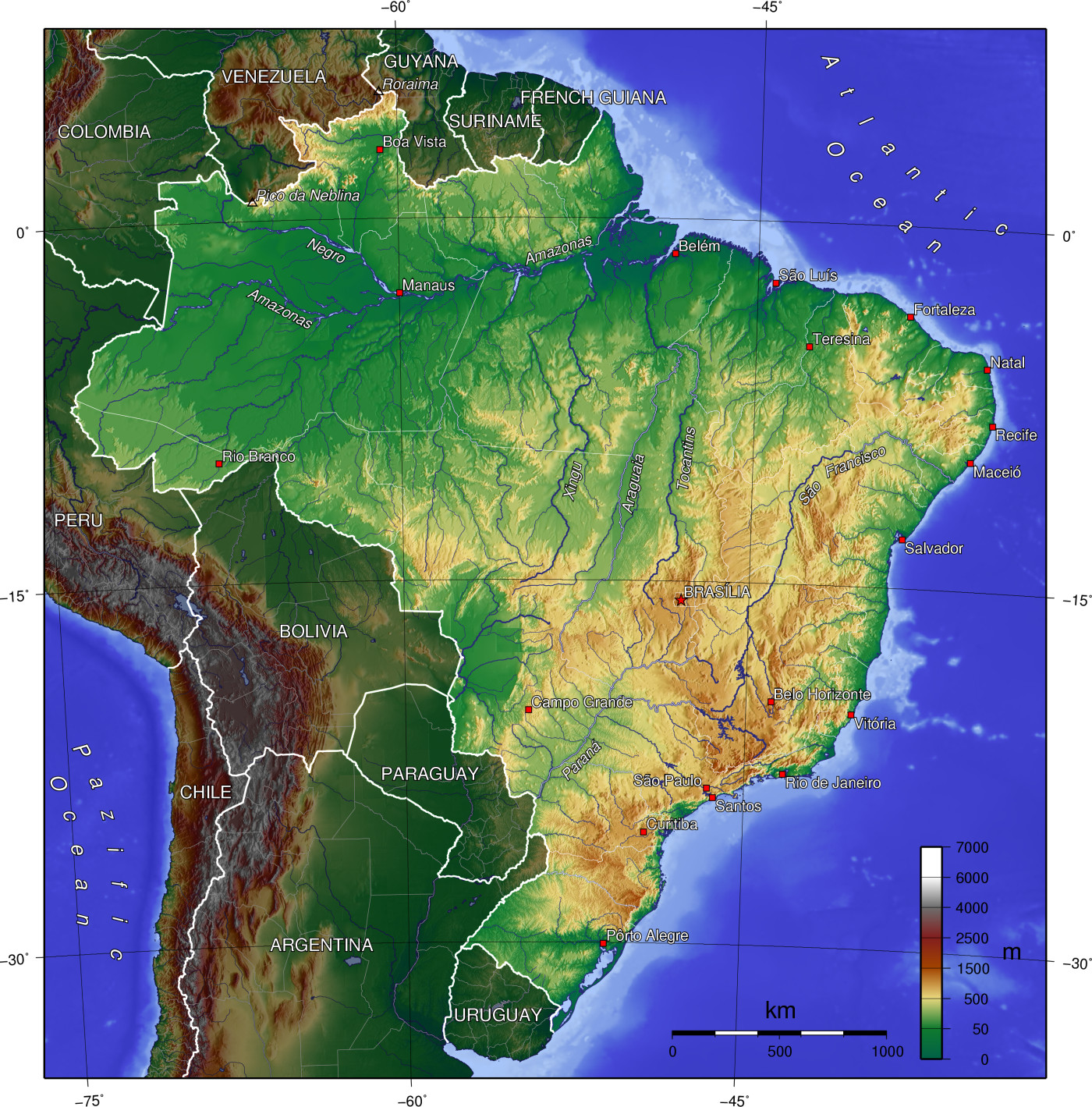
En topografisk karta över Brasilien. Höglandet sträcker sig längst atlantkusen från Porto Alegre i söder till Natal i norr.